# Surroga
La surroga, in diritto, indica la sostituzione di una persona o cosa con un'altra dotata di caratteristiche e funzioni corrispondenti. Il termine è usato in diversi contesti, con vario significato.

## Nel mondo

### Italia
Una particolare surroga è quella relativa alla portabilità dell'ipoteca e quella relativa alla surrogazione del mutuo. Le rispettive discipline sono state da ultimo modificate dal Decreto Bersani del 2007. Tale norma ha introdotto una novità riguardo alla portabilità dell'ipoteca relativamente al mutuo. In precedenza, era necessario cancellare l'ipoteca e, estinto il vecchio mutuo, iscrivere una nuova ipoteca con l'istituto di credito subentrante. Con le nuove regole, non è necessario cancellare l'ipoteca, e nel contratto relativo al mutuo viene fatto un cambio di attore, annotando la banca subentrante. Nei registri immobiliari quindi la surrogazione ed il nome del nuovo creditore sono indicati con un'annotazione a margine della vecchia ipoteca.
La surrogazione del mutuo su volontà del debitore era un diritto previsto all'art. 1202 del codice civile. Il Decreto Bersani del 2007 ha semplificato oneri e procedure per l'avvio di un mutuo con un istituto di credito che offra condizioni migliori al cliente. Il decreto afferma il principio per cui è nulla ogni pattuizione, all'atto della stipulazione o successiva al mutuo, che ostacoli in qualche modo l'esercizio di questo diritto legittimo.
In base al citato decreto Bersani, la banca inoltre non può operare un'autosurroga, per stipulare un mutuo a nuove condizioni. Il mutuo fondiario è un atto pubblico notarile, contrattualizzato, che quindi non può essere oggetto di modifiche unilaterali di una sola delle due parti contraenti. La surroga è finalizzata alla portabilità dell'ipoteca, e vale fra istituti differenti. La banca quindi non può "autosurrogarsi" per l'applicazione del Decreto Bersani. La surroga ha il vincolo che l'importo del mutuo vecchio e di quello nuovo devono essere esattamente la stessa cifra, mentre durata e tipo di tasso possono essere modificati nel passaggio al nuovo istituto di credito. In questo modo, non è possibile ottenere con la surroga liquidità ai tassi di interesse decisamente più favorevoli dei mutui fondiari rispetto a quelli previsti per i finanziamenti per crediti al consumo. La surroga e il confronto di preventivi di altre banche è anche un'opportunità per ottenere una rinegoziazione e condizioni migliorative dal proprio istituto di credito.
Nulla tuttavia vieta alla banca di cambiare le condizioni contrattuali in modo più favorevole al cliente, stipulando una rinegoziazione del contratto di mutuo con il consenso scritto di entrambe le parti. Se si modifica il contratto col proprio istituto di credito, non si tratta di surroga, ma di rinegoziazione. La rinegoziazione quindi non riguarda solo l'allungamento della durata, ma la ridefinizione di un qualunque aspetto del piano di ammortamento: durata, rata, interesse, spread, tipo di tasso, importo del debito residuo con richiesta di nuova liquidità.